# آزمایش هسته‌ای کره شمالی (۲۰۰۶)
در ۹ اکتبر ۲۰۰۶، کره شمالی اولین آزمایش جنگ‌افزار هسته‌ای خود را انجام داد و یک دستگاه مبتنی بر پلوتونیوم را در زیر زمین منفجر کرد.
چند روز قبل در ۳ اکتبر ۲۰۰۶، کره شمالی قصد خود را برای انجام آزمایش هسته ای اعلام کرد. به‌طور کلی تخمین زده می‌شود که انفجار دارای نیروی انفجاری کمتر از یک کیلوتن بوده و مقداری خروجی رادیواکتیو نیز شناسایی شده است. مقامات آمریکا حدس زده‌اند که این وسیله ممکن است یک ماده منفجره هسته ای بوده که به اشتباه شلیک شده است.
یک مقام ناشناس در سفارت کره شمالی در پکن به یک روزنامه کره جنوبی گفت که خروجی مواد منفجره کمتر از حد انتظار بوده است. به علت ماهیت محرمانه کره شمالی و عملکرد اندک این آزمایش، این سؤال باقی می‌ماند که آیا این آزمایش موفقیت‌آمیز یک دستگاه غیرعادی کوچک (که به فناوری پیچیده نیاز داشت) بود یا یک تلاش ناموفق. یک مقاله علمی بعداً بازده را ۰٫۴۸ کیلوتن تخمین زد.
گزارش شده که به دولت چین ۲۰ دقیقه قبل از انجام آزمایش اخطار داده شد. چین یک هشدار اضطراری از طریق سفارت ایالات متحده آمریکا در پکن به واشینگتن، دی.سی. ارسال کرد که در آن زمان استیون هادلی مشاور امنیت ملی آمریکا «کمی پس از ساعت ۱۰ شب» به رئیس‌جمهور وقت جرج دابلیو. بوش اطلاع داد که یک آزمایش قریب‌الوقوع به زودی رخ خواهد داد.